# Lovedol: Lovely Idol
Lovedol ~Lovely Idol~ (らぶドル?, Rabudoru) è una light novel giapponese dalla quale sono stati tratti un videogioco e una serie anime. La serie vede protagoniste un gruppo di ragazze che vogliono diventare idol di successo.

## Trama
Le Lovely Idol sono un gruppo molto popolare di giovani cantanti. Sotto il coordinamento e il consiglio di Tomohiro Fujisawa ci sono già state due generazioni di artiste, e una terza sta per debuttare. Tuttavia, proprio mentre la terza generazione sta per salire sul palco per il primo concerto, Tomohiro apprende che il debutto è stato posticipato a data da destinarsi dalla presidentessa dell'agenzia per la quale lavora e spetta a lui trovare ciò che manca al gruppo, in modo che questo possa finalmente debuttare. Mentre cerca di capire che cosa fare per rimediare alla situazione, l'uomo incontra una musicista di strada, Mizuki, che canta e suona la chitarra. Tomohiro pensa di aver trovato la soluzione al problema, ma reclutare la ragazza tra le Lovely Idol potrebbe rivelarsi un'impresa più dura del previsto...

## Personaggi

### Prima generazione
Aya Hiwatari (日渡 あや?, Hiwatari Aya)
SeiyuAyako Kawasumi.
La leader, fa da stimolo al gruppo. Ha lunghi capelli castani, pettinati sciolti e con due code laterali.
China Houjou (北条 知奈?, Hōjō China) & Mina Houjou (北条 美奈?, Hōjō Mina)
SeiyuKumi Kawai (China Hojo) e Moyu Arishima (Mina Hojo)
Le sorelle maggiori di Hina, sono conosciute come le Chocorat Sisters. China ha lunghi capelli rossi, mentre Mina ha lunghi capelli neri.
Yui Arisugawa (有栖川 唯?, Arisugawa Yui)
SeiyuSakura Nogawa.
Ha corti capelli castani e porta con sé due gattini.
Ayumi Shindo (進藤 あゆみ?, Shindo Ayumi)
SeiyuMayako Nigo.
Prima di diventare una Lovely Idol, faceva l'artista di strada. I capelli biondi sono raccolti in una coda di cavallo.
Sayuki Katagiri (片桐 沙有紀?, Katagiri Sayuki)
SeiyuYuu Asakawa.
Molto bella, fa la modella e le pubblicità dei cosmetici. I suoi capelli sono color mogano e raccolti in una coda, con dei ciuffi che le scendono a lato del viso.

### Seconda generazione
Toko Yuki (結城 瞳子?, Yuki Tōko)
SeiyuNatsuko Kuwatani.
La leader, pur non facendo più parte del gruppo lavora ancora come cantante. Ha corti capelli viola.
Hibiki Asami (浅見 ひびき?, Asami Hibiki) & Shizuku Oji (大路 しずく?, Oji Shizuku)
SeiyuAkiko Kobayashi (Hibiki Asami) e Rie Kugimiya (Shizuku Oji).
Sono le Piccolo Sisters e sono due combinaguai. Avendo vissuto nello stesso appartamento della terza generazione, ne conoscono tutti i passaggi segreti. Hibiki porta i capelli verdi raccolti in una coda sul lato sinistro della testa; Shizuku porta i capelli rosa raccolti in due code.
Yukimi Naruse (成瀬 雪見?, Naruse Yukimi)
SeiyuHisayo Mochizuki.
Ha capelli verdi ondulati.
Makoto Fujita (藤田 真琴?, Fujita Makoto)
SeiyuRyoko Shintani.
Vive a Kyoto e fa l'attrice. I suoi capelli sono castani e le arrivano alle spalle.
Rei Nagasawa (長澤 玲?, Nagasawa Rei)
SeiyuYumi Kakazu.
Ha lunghi capelli blu, raccolti in due code.

### Terza generazione
Mizuki Sakaki (榊 瑞樹?, Sakaki Mizuki)
SeiyuSakura Nogawa.
Conosciuta come "la principessa delle canzoni", canta e suona la chitarra per strada. Molte case discografiche le hanno chiesto di registrare per loro, ma lei si è sempre rifiutata. Non le piace socializzare, è ostinata, timida e compassionevole. È molto attenta alla moda. Suo padre è morto quando lei era piccola ed è quindi stata allevata da sua madre, che però se n'è andata dopo poco tempo in cerca di fortuna ed è stata affidata a dei parenti. Non è abituata alle lodi e, prima di incontrare Tomohiro, non ride molto. Quando l'uomo le chiede di diventare un'idol, rifiuta aspramente e dice che lei canta solo per vendetta. Questo cambia, però, quando canta per la prima volta sul palco con le idol della terza generazione. Da quel momento, diventa ufficialmente una di loro. Ha lunghi capelli viola.
Kotoha Kiryuu (桐生 琴葉?, Kiryū Kotoha)
SeiyuMai Nakahara.
Una ragazza timida, lei e Miu sono le uniche con un po' d'esperienza precedente. È molto attratta dal mondo dello spettacolo e proviene da una famiglia agiata. È solare e amichevole, modesta e compassionevole. Ha un carattere passivo e ha sempre bisogno di stimoli per fare qualcosa. Il suo debutto è avvenuto un anno prima di entrare a far parte delle Lovely Idol, e ha guadagnato in fretta popolarità. Ha tutte le qualità per essere un'idol, ma nessuna completa. Il suo hobby è fare shopping. Ha lunghi capelli neri.
Mai Nonomiya (野々宮 舞?, Nonomiya Mai)
SeiyuHalko Momoi.
È una ragazza dal temperamento piuttosto vivace. È l'oggetto delle prese in giro delle altre ragazze quando si tratta di fare paragoni tra le misure del seno. Ha debuttato come modella e attrice in tenera età, e pratica la professione dall'età di otto anni. È molto matura e il suo hobby è la fotografia. È molto fiera della sua bellezza. Ha lunghi capelli arancio.
Miu Nekoya (猫谷 海羽?, Nekoya Miu)
SeiyuYūko Gotō.
È una ragazza piuttosto lenta che finisce le frasi con "nyu". Adora ballare ed è molto energica. Fin da piccola è stata attratta dal mondo dello spettacolo. Ha alcuni problemi a imitare il verso del cane. Ha lunghi capelli castani.
Hina Houjou (北条 比奈?, Hōjō Hina))
SeiyuMinori Chihara.
È la sorella minore delle Chocorat Sisters della prima generazione. Ammira le sorelle con orgoglio e gioia, e vuole diventare come loro. Adora cucinare pasticcini, anche se non è molto brava. È molto perspicace. Quando i suoi genitori si sono trasferiti all'estero, è stata felice di avere due sorelle, così non si sarebbe mai sentita sola; tuttavia, gli impegni delle sorelle le tengono fuori casa a lungo. Odia la solitudine ed è molto sensibile. Ha lunghi capelli azzurri.
Ruri Fujisawa (藤沢 瑠璃?, Fujisawa Ruri)
SeiyuKanako Sakai.
La sorella minore di Tomohiro, è molto espansiva, amichevole e allegra. Da piccola era timida, ma ha superato il problema grazie al fratello, e aspira a diventare attrice. Dato che non sopporta la solitudine e vuole stare tutto il tempo con Tomohiro, che però è sempre impegnato, decide di entrare nelle Lovely Idol e lo chiede personalmente a Mariko. Colleziona pupazzetti e ha dei complessi sulla sua altezza. Ha lunghi capelli biondi raccolti in due code.

### Sweetfish Productions
Tomohiro Fujisawa (藤沢 智弘?, Fujisawa Tomohiro)
SeiyuHideki Ogihara.
Fratello di Ruri, è il manager di tutte le generazioni di Lovely Idol.
Mariko
SeiyuChinomi Takema.
La presidentessa, ha una personalità seria e vuole solo il meglio per i suoi dipendenti.
Miki Fujisawa (藤沢 美樹?, Fujisawa Miki)
SeiyuEriko Kawasaki.
La sorella maggiore di Tomohiro e Ruri, anche lei è una manager ed è grazie a lei che il fratello ha ottenuto il lavoro. È un maschiaccio e tende ad attaccare amichevolmente Tomohiro, che per questo la teme un po'. Ruri non ha con lei una bella relazione.

## Anime

### Episodi
La opening Koi, Hajime Mashita! è eseguita da Sakura Nogawa, mentre la ending LoveLoveLove no Sei na no yo! è eseguita dalle Lovedol.
| Nº | Titolo italiano Giapponese 「Kanji」 - Rōmaji                            | In onda          | In onda |
| Nº | Titolo italiano Giapponese 「Kanji」 - Rōmaji                            | Giapponese       |         |
| 1  | Sei una Lovedol? 「らぶドルですか?」 - Rabudoru desu ka?                 | 2 ottobre 2006   |         |
| 2  | È NG? 「NGですか?」 - NG desu ka?                                        | 9 ottobre 2006   |         |
| 3  | È uno spettacolo d'apertura? 「前座ですか?」 - Zenza desu ka?            | 16 ottobre 2006  |         |
| 4  | È un abbandono? 「引退ですか?」 - Intai desu ka?                         | 23 ottobre 2006  |         |
| 5  | È un baratto? 「バーターですか?」 - Bātā desu ka?                        | 30 ottobre 2006  |         |
| 6  | Sei pronta? 「セットですか?」 - Setto desu ka?                           | 6 ottobre 2006   |         |
| 7  | È uno sviluppo rapido? 「急展開、ですか?」 - Kyuutenkai, desu ka?        | 13 novembre 2006 |         |
| 8  | È un debutto da solista? 「ソロですか?」 - Soro desu ka?                 | 20 novembre 2006 |         |
| 9  | È una rottura? 「解散ですか?」 - Kaisan desu ka?                         | 27 novembre 2006 |         |
| 10 | Riesci a raggiungerlo? 「届きますか?」 - Todokimasu ka?                  | 4 dicembre 2006  |         |
| 11 | La canzone, la ricordi? 「歌·おぼえていますか?」 - Uta, Oboete imasu ka? | 11 dicembre 2006 |         |
| 12 | È un debutto? 「はじまり(デビュー)ですか?」 - Hajimari (Debuu) desu ka?  | 18 dicembre 2006 |         |